# Acteurs récompensés aux British Academy Film Awards
Cet article propose la liste d'acteurs récompensés aux British Academy Film Awards d'un prix d'interprétation.
Elle comprend les acteurs ayant remporté au moins une fois, l'une des deux catégories suivantes :
- British Academy Film Award du meilleur acteur dans un second rôle ;
- British Academy Film Award du meilleur acteur.

## Détails
Durant les cinq premières années, les acteurs ne sont pas récompensés. À partir de la 6e cérémonie, deux catégories « meilleur acteur britannique » et « meilleur acteur étranger » voient le jour.
| Année | Cérémonie     | Premier rôle masculin | Premier rôle masculin                                         | Premier rôle masculin    | Premier rôle masculin       |
| Année | Cérémonie     | Acteur britannique    | Acteur britannique                                            | Acteur étranger          | Acteur étranger             |
| ----- | ------------- | --------------------- | ------------------------------------------------------------- | ------------------------ | --------------------------- |
| 1948  | 1re cérémonie | N'existe pas          | N'existe pas                                                  | N'existe pas             | N'existe pas                |
| 1949  | 2e cérémonie  | N'existe pas          | N'existe pas                                                  | N'existe pas             | N'existe pas                |
| 1950  | 3e cérémonie  | N'existe pas          | N'existe pas                                                  | N'existe pas             | N'existe pas                |
| 1951  | 4e cérémonie  | N'existe pas          | N'existe pas                                                  | N'existe pas             | N'existe pas                |
| 1952  | 5e cérémonie  | N'existe pas          | N'existe pas                                                  | N'existe pas             | N'existe pas                |
| 1953  | 6e cérémonie  | Ralph Richardson      | Le Mur du son                                                 | Marlon Brando (1)        | Viva Zapata !               |
| 1954  | 7e cérémonie  | John Gielgud          | Jules César                                                   | Marlon Brando (2)        | Jules César                 |
| 1955  | 8e cérémonie  | Kenneth More          | Toubib or not Toubib                                          | Marlon Brando (3)        | Sur les quais               |
| 1956  | 9e cérémonie  | Laurence Olivier      | Richard III                                                   | Ernest Borgnine          | Marty                       |
| 1957  | 10e cérémonie | Peter Finch (1)       | Ma vie commence en Malaisie                                   | François Périer          | Gervaise                    |
| 1958  | 11e cérémonie | Alec Guinness         | Le Pont de la rivière Kwaï                                    | Henry Fonda              | Douze Hommes en colère      |
| 1959  | 12e cérémonie | Trevor Howard         | La Clé                                                        | Sidney Poitier           | La Chaîne                   |
| 1960  | 13e cérémonie | Peter Sellers         | Après moi le déluge                                           | Jack Lemmon (1)          | Certains l'aiment chaud     |
| 1961  | 14e cérémonie | Peter Finch (2)       | Les Procès d'Oscar Wilde                                      | Jack Lemmon (2)          | La Garçonnière              |
| 1962  | 15e cérémonie | Peter Finch (3)       | Pas d'amour pour Johnny                                       | Paul Newman              | L'Arnaqueur                 |
| 1963  | 16e cérémonie | Peter O'Toole         | Lawrence d'Arabie                                             | Burt Lancaster           | Le Prisonnier d'Alcatraz    |
| 1964  | 17e cérémonie | Dirk Bogarde (1)      | The Servant                                                   | Marcello Mastroianni (1) | Divorce à l'italienne       |
| 1965  | 18e cérémonie | Richard Attenborough  | Le Rideau de brume & Les Canons de Batasi                     | Marcello Mastroianni (2) | Hier, aujourd'hui et demain |
| 1966  | 19e cérémonie | Dirk Bogarde (2)      | Darling chérie                                                | Lee Marvin               | À bout portant & Cat Ballou |
| 1967  | 20e cérémonie | Richard Burton        | L'Espion qui venait du froid & Qui a peur de Virginia Woolf ? | Rod Steiger (1)          | Le Prêteur sur gages        |
| 1968  | 21e cérémonie | Paul Scofield         | Un homme pour l'éternité                                      | Rod Steiger (2)          | Dans la chaleur de la nuit  |

En 1969, à partir de la 22e cérémonie, les catégories « meilleur acteur britannique » et « meilleur acteur étranger » sont supprimées pour laisser place à celle du « meilleur acteur ». La catégorie « meilleur acteur dans un second rôle [[]]» est également ajoutée.
| Année | Cérémonie     | Second rôle masculin | Second rôle masculin                            | Premier rôle masculin  | Premier rôle masculin                                       |
| ----- | ------------- | -------------------- | ----------------------------------------------- | ---------------------- | ----------------------------------------------------------- |
| 1969  | 22e cérémonie | Ian Holm (1)         | The Bofors Gun                                  | Spencer Tracy          | Devine qui vient dîner...                                   |
| 1970  | 23e cérémonie | Laurence Olivier     | Ah Dieu ! que la guerre est jolie               | Dustin Hoffman (1)     | John et Mary & Macadam Cowboy                               |
| 1971  | 24e cérémonie | Colin Welland        | Kes                                             | Robert Redford         | Butch Cassidy et le Kid, La Descente infernale & Willie Boy |
| 1972  | 25e cérémonie | Edward Fox (1)       | Le Messager                                     | Peter Finch (1)        | Un dimanche comme les autres                                |
| 1973  | 26e cérémonie | Ben Johnson          | La Dernière Séance                              | Gene Hackman           | French Connection & L'Aventure du Poséidon                  |
| 1974  | 27e cérémonie | Arthur Lowe          | Le Meilleur des mondes possible                 | Walter Matthau         | Tuez Charley Varrick ! & Peter et Tillie                    |
| 1975  | 28e cérémonie | John Gielgud         | Le Crime de l'Orient-Express                    | Jack Nicholson (1)     | Chinatown & La Dernière Corvée                              |
| 1976  | 29e cérémonie | Fred Astaire         | La Tour infernale                               | Al Pacino              | Le Parrain 2 & Un après-midi de chien                       |
| 1977  | 30e cérémonie | Brad Dourif          | Vol au-dessus d'un nid de coucou                | Jack Nicholson (2)     | Vol au-dessus d'un nid de coucou                            |
| 1978  | 31e cérémonie | Edward Fox (2)       | Un pont trop loin                               | Peter Finch (2)        | Network : Main basse sur la télévision                      |
| 1979  | 32e cérémonie | John Hurt            | Midnight Express                                | Richard Dreyfuss       | Adieu, je reste                                             |
| 1980  | 33e cérémonie | Robert Duvall        | Apocalypse Now                                  | Jack Lemmon            | Le Syndrome chinois                                         |
| 1981  | 34e cérémonie | Pas de récompense    | Pas de récompense                               | John Hurt              | Elephant Man                                                |
| 1982  | 35e cérémonie | Ian Holm (2)         | Les Chariots de feu                             | Burt Lancaster         | Atlantic City                                               |
| 1983  | 36e cérémonie | Jack Nicholson       | Reds                                            | Ben Kingsley           | Gandhi                                                      |
| 1984  | 37e cérémonie | Denholm Elliott (1)  | Un fauteuil pour deux                           | Michael Caine          | L'Éducation de Rita                                         |
| 1984  | 37e cérémonie | Denholm Elliott (1)  | Un fauteuil pour deux                           | Dustin Hoffman (2)     | Tootsie                                                     |
| 1985  | 38e cérémonie | Denholm Elliott (2)  | Porc royal                                      | Haing S. Ngor          | La Déchirure                                                |
| 1986  | 39e cérémonie | Denholm Elliott (3)  | Au nom du royaume                               | William Hurt           | Le Baiser de la femme araignée                              |
| 1987  | 40e cérémonie | Ray McAnally (1)     | Mission                                         | Bob Hoskins            | Mona Lisa                                                   |
| 1988  | 41e cérémonie | Daniel Auteuil       | Jean de Florette                                | Sean Connery           | Le Nom de la rose                                           |
| 1989  | 42e cérémonie | Michael Palin        | Un poisson nommé Wanda                          | John Cleese            | Un poisson nommé Wanda                                      |
| 1990  | 43e cérémonie | Ray McAnally (2)     | My Left Foot                                    | Daniel Day-Lewis (1)   | My Left Foot                                                |
| 1991  | 44e cérémonie | Salvatore Cascio     | Cinema Paradiso                                 | Philippe Noiret        | Cinema Paradiso                                             |
| 1992  | 45e cérémonie | Alan Rickman         | Robin des Bois, prince des voleurs              | Anthony Hopkins (1)    | Le Silence des agneaux                                      |
| 1993  | 46e cérémonie | Gene Hackman         | Impitoyable                                     | Robert Downey Jr.      | Chaplin                                                     |
| 1994  | 47e cérémonie | Ralph Fiennes        | La Liste de Schindler                           | Anthony Hopkins (2)    | Les Ombres du cœur                                          |
| 1995  | 48e cérémonie | Samuel L. Jackson    | Pulp Fiction                                    | Hugh Grant             | Quatre Mariages et un enterrement                           |
| 1996  | 49e cérémonie | Tim Roth             | Rob Roy                                         | Nigel Hawthorne        | La Folie du roi George                                      |
| 1997  | 50e cérémonie | Paul Scofield        | La Chasse aux sorcières                         | Geoffrey Rush          | Shine                                                       |
| 1998  | 51e cérémonie | Tom Wilkinson        | The Full Monty                                  | Robert Carlyle         | The Full Monty                                              |
| 1999  | 52e cérémonie | Geoffrey Rush (1)    | Elizabeth                                       | Roberto Benigni        | La vie est belle                                            |
| 2000  | 53e cérémonie | Jude Law             | Le Talentueux Mr Ripley                         | Kevin Spacey           | American Beauty                                             |
| 2001  | 54e cérémonie | Benicio del Toro     | Traffic                                         | Jamie Bell             | Billy Elliot                                                |
| 2002  | 55e cérémonie | Jim Broadbent        | Moulin Rouge                                    | Russell Crowe          | Un homme d'exception                                        |
| 2003  | 56e cérémonie | Christopher Walken   | Arrête-moi si tu peux                           | Daniel Day-Lewis (2)   | Gangs of New York                                           |
| 2004  | 57e cérémonie | Bill Nighy           | Love Actually                                   | Bill Murray            | Lost in Translation                                         |
| 2005  | 58e cérémonie | Clive Owen           | Closer, entre adultes consentants               | Jamie Foxx             | Ray                                                         |
| 2006  | 59e cérémonie | Jake Gyllenhaal      | Le Secret de Brokeback Mountain                 | Philip Seymour Hoffman | Truman Capote                                               |
| 2007  | 60e cérémonie | Alan Arkin           | Little Miss Sunshine                            | Forest Whitaker        | Le Dernier Roi d'Écosse                                     |
| 2008  | 61e cérémonie | Javier Bardem        | No Country for Old Men                          | Daniel Day-Lewis (3)   | There Will Be Blood                                         |
| 2009  | 62e cérémonie | Heath Ledger         | The Dark Knight : Le Chevalier noir             | Mickey Rourke          | The Wrestler                                                |
| 2010  | 63e cérémonie | Christoph Waltz (1)  | Inglourious Basterds                            | Colin Firth (1)        | A Single Man                                                |
| 2011  | 64e cérémonie | Geoffrey Rush (2)    | Le Discours d'un roi                            | Colin Firth (2)        | Le Discours d'un roi                                        |
| 2012  | 65e cérémonie | Christopher Plummer  | Beginners                                       | Jean Dujardin          | The Artist                                                  |
| 2013  | 66e cérémonie | Christoph Waltz (2)  | Django Unchained                                | Daniel Day-Lewis (4)   | Lincoln                                                     |
| 2014  | 67e cérémonie | Barkhad Abdi         | Capitaine Phillips                              | Chiwetel Ejiofor       | Twelve Years a Slave                                        |
| 2015  | 68e cérémonie | J. K. Simmons        | Whiplash                                        | Eddie Redmayne         | Une merveilleuse histoire du temps                          |
| 2016  | 69e cérémonie | Mark Rylance         | Le Pont des espions                             | Leonardo DiCaprio      | The Revenant                                                |
| 2017  | 70e cérémonie | Dev Patel            | Lion                                            | Casey Affleck          | Manchester by the Sea                                       |
| 2018  | 71e cérémonie | Sam Rockwell         | Three Billboards : Les Panneaux de la vengeance | Gary Oldman            | Les Heures sombres                                          |
| 2019  | 72e cérémonie | Mahershala Ali       | Green Book : Sur les routes du Sud              | Rami Malek             | Bohemian Rhapsody                                           |
| 2020  | 73e cérémonie | Brad Pitt            | Once Upon a Time… in Hollywood                  | Joaquin Phoenix        | Joker                                                       |
| 2021  | 74e cérémonie | Daniel Kaluuya       | Judas and the Black Messiah                     | Anthony Hopkins (3)    | The Father                                                  |
| 2022  | 75e cérémonie | Troy Kotsur          | Coda                                            | Will Smith             | La Méthode Williams                                         |
| 2023  | 76e cérémonie | Barry Keoghan        | Les Banshees d'Inisherin                        | Austin Butler          | Elvis                                                       |
| 2024  | 77e cérémonie | Robert Downey Jr.    | Oppenheimer                                     | Cillian Murphy         | Oppenheimer                                                 |
| 2025  | 78e cérémonie | Kieran Culkin        | A Real Pain                                     | Adrien Brody           | The Brutalist                                               |

## Acteurs récompensés plusieurs fois
| Acteur               | Second rôle masculin (depuis 1969)                                            | Premier rôle masculin                                                                          | Premier rôle masculin                                                                                   | Premier rôle masculin                                               | Nbr |
| Acteur               | Second rôle masculin (depuis 1969)                                            | Meilleur acteur (depuis 1969)                                                                  | Meilleur acteur britannique (1953-1968)                                                                 | Meilleur acteur étranger (1953-1968)                                | Nbr |
| -------------------- | ----------------------------------------------------------------------------- | ---------------------------------------------------------------------------------------------- | --- | ------------------------------------------------------------------- | --- |
| Dirk Bogarde         | -                                                                             | -                                                                                              | 2 The Servant (1964) ; Darling chérie (1966)                                                            | -                                                                   | 2   |
| Marlon Brando        | -                                                                             | -                                                                                              | - | 3 Viva Zapata ! (1953) ; Jules César (1954) ; Sur les quais (1955)  | 3   |
| Daniel Day-Lewis     | -                                                                             | 4 My Left Foot (1990) ; Gangs of New York (2003) ; There Will Be Blood (2008) ; Lincoln (2013) | - | -                                                                   | 4   |
| Robert Downey Jr.    | 1 Oppenheimer (2024)                                                          | 1 Chaplin (1993)                                                                               | - | -                                                                   | 2   |
| Denholm Elliott      | 3 Un fauteuil pour deux (1984) ; Porc royal (1985) ; Au nom du royaume (1986) | -                                                                                              | - | -                                                                   | 3   |
| Peter Finch          | -                                                                             | 2 Un dimanche comme les autres (1972) ; Network : Main basse sur la télévision (1978)          | 3 Ma vie commence en Malaisie (1957) ; Les Procès d'Oscar Wilde (1961) ; Pas d'amour pour Johnny (1962) | -                                                                   | 5   |
| Colin Firth          | -                                                                             | 2 A Single Man (2010) ; Le Discours d'un roi (2011)                                            | - | -                                                                   | 2   |
| Edward Fox           | 2 Le Messager (1972) ; Un pont trop loin (1978)                               | -                                                                                              | - | -                                                                   | 2   |
| John Gielgud         | 1 Le Crime de l'Orient-Express (1975)                                         | -                                                                                              | 1 Jules César (1954)                                                                                    | -                                                                   | 2   |
| Gene Hackman         | 1 Impitoyable (1993)                                                          | 1 French Connection & L'Aventure du Poséidon (1973)                                            | - | -                                                                   | 2   |
| Dustin Hoffman       | -                                                                             | 2 John et Mary & Macadam Cowboy (1970) ; Tootsie (1984)                                        | - | -                                                                   | 2   |
| Ian Holm             | 2 The Bofors Gun (1969) ; Les Chariots de feu (1935)                          | -                                                                                              | - | -                                                                   | 2   |
| Anthony Hopkins      | -                                                                             | 3 Le Silence des agneaux (1992) ; Les Ombres du cœur (1994) ; The Father (2021)                | - | -                                                                   | 3   |
| John Hurt            | 1 Midnight Express (1979)                                                     | 1 Elephant Man (1981)                                                                          | - | -                                                                   | 2   |
| Burt Lancaster       | -                                                                             | 1 Atlantic City (1982)                                                                         | - | 1 Le Prisonnier d'Alcatraz (1963)                                   | 2   |
| Jack Lemmon          | -                                                                             | 1 Le Syndrome chinois (1980)                                                                   | - | 2 Certains l'aiment chaud (1960) ; La Garçonnière (1961)            | 3   |
| Marcello Mastroianni | -                                                                             | -                                                                                              | - | 2 Divorce à l'italienne (1964) ; Hier, aujourd'hui et demain (1965) | 2   |
| Ray McAnally         | 2 Mission (1987) ; My Left Foot (1990)                                        | -                                                                                              | - | -                                                                   | 2   |
| Jack Nicholson       | 1 Reds (1983)                                                                 | 2 Chinatown & La Dernière Corvée (1975) ; Vol au-dessus d'un nid de coucou (1977)              | - | -                                                                   | 3   |
| Laurence Olivier     | 1 Ah Dieu ! que la guerre est jolie (1970)                                    | -                                                                                              | 1 Richard III (1956)                                                                                    | -                                                                   | 2   |
| Geoffrey Rush        | 2 Elizabeth (1999) ; Le Discours d'un roi (2011)                              | 1 Shine (1997)                                                                                 | - | -                                                                   | 3   |
| Paul Scofield        | 1 La Chasse aux sorcières (1997)                                              | -                                                                                              | 1 Un homme pour l'éternité (1968)                                                                       | -                                                                   | 2   |
| Rod Steiger          | -                                                                             | -                                                                                              | - | 2 Le Prêteur sur gages (1967) ; Dans la chaleur de la nuit (1968)   | 2   |
| Christoph Waltz      | 2 Inglourious Basterds (2010) ; Django Unchained (2013)                       | -                                                                                              | - | -                                                                   | 2   |

## Films avec les deux récompenses d'acteurs
| Année | Cérémonie     | Film                             | Second rôle masculin (depuis 1969) | Premier rôle masculin         | Premier rôle masculin                   | Premier rôle masculin                |
| Année | Cérémonie     | Film                             | Second rôle masculin (depuis 1969) | Meilleur acteur (depuis 1969) | Meilleur acteur britannique (1953-1968) | Meilleur acteur étranger (1953-1968) |
| ----- | ------------- | -------------------------------- | ---------------------------------- | ----------------------------- | --------------------------------------- | ------------------------------------ |
| 1954  | 7e cérémonie  | Jules César                      | N'existe pas                       | N'existe pas                  | John Gielgud                            | Marlon Brando                        |
| 1977  | 30e cérémonie | Vol au-dessus d'un nid de coucou | Brad Dourif                        | Jack Nicholson                | N'existe plus                           | N'existe plus                        |
| 1989  | 42e cérémonie | Un poisson nommé Wanda           | Michael Palin                      | John Cleese                   | N'existe plus                           | N'existe plus                        |
| 1990  | 43e cérémonie | My Left Foot                     | Ray McAnally                       | Daniel Day-Lewis              | N'existe plus                           | N'existe plus                        |
| 1991  | 44e cérémonie | Cinema Paradiso                  | Salvatore Cascio                   | Philippe Noiret               | N'existe plus                           | N'existe plus                        |
| 1998  | 51e cérémonie | The Full Monty                   | Tom Wilkinson                      | Robert Carlyle                | N'existe plus                           | N'existe plus                        |
| 2011  | 64e cérémonie | Le Discours d'un roi             | Geoffrey Rush                      | Colin Firth                   | N'existe plus                           | N'existe plus                        |
| 2024  | 77e cérémonie | Oppenheimer                      | Robert Downey Jr.                  | Cillian Murphy                | N'existe plus                           | N'existe plus                        |